# Dobbertiner See
Der Dobbertiner See liegt am nordwestlichen Rand des Naturparks Nossentiner/Schwinzer Heide und nördlich von Goldberg im Landschaftsschutzgebiet Dobbertiner Seenlandschaft und mittleres Mildenitztal im Landkreis Ludwigslust-Parchim in Mecklenburg-Vorpommern. Der See wird von der Mildenitz vom Süden nach Norden durchflossen. Am nordöstlichen Uferbereich neben dem heutigen zweigeteilten Abfluss der Mildenitz befindet sich die neue Fischtreppe. Der namensgebende Ort Dobbertin mit seiner Klosteranlage befindet sich am östlichen Nordufer.

## Beschreibung
Der Dobbertiner See liegt am östlichen Rand des Landschaftsschutzgebiets „Mittleres Mildenitztal“, ist Bestandteil der Großlandschaft „Mecklenburgische Großseenlandschaft“ und gehört zum Klimagebiet der mittelmecklenburgischen höheren Hügelzüge und der großen Seen.
Deren Umgebung wird auch heute noch land- und forstwirtschaftlich genutzt. Der in Ost-West-Richtung langgestreckte Rinnensee ist etwa 5,4 Kilometer lang, einen Kilometer breit, hat eine durchschnittliche Tiefe von 4,8 Metern und besitzt eine ausgezeichnete Wasserqualität.
Am nordöstlichen Rand des Dobbertiner Sees liegt das Kloster Dobbertin mit der Klosteranlage und hinter dem Klosterpark im „Grot und Lütt Werder“ das Klosterdorf Dobbertin. Der Austritt der Mildenitz aus dem Dobbertiner See mit dem alten Bachverlauf führt unter der 1801 erbauten Dobbertiner Wassermühle mit seinem Aalfang an der alten 1755 erbauten Klostermühle in Richtung Dobbiner Plage und Klädener Wassermühle. Die Klostermühle wird heute als Hotel genutzt. Auf den ehemaligen Mühlenländereien mit dem Mühlenberg, wo bis zum Sommer 1900 die durch Blitzschlag abgebrannte Windmühle stand, befindet sich heute der Campingplatz. Weiter westlich am Nordufer wurden die Bungalowsiedlungen „Helmsrade“ und „Jager Tannen“ errichtet. Helmsrade, früher Hermsrade genannt, bildete einst die Fischereigrenze durch den See und war durch Grenzpfähle markiert. Jager Tannen ist ein Flurstück, wo die Klostertannen am Jager See, auch Javir See und dann Dobbertiner See genannt, standen. An der Nordwestspitze des Dobbertiner Sees, nahe dem Jagerwisch, einer versumpften Wiese lag die slawische Dorfstätte Devstorp. Beim Verkauf des Dorfes Dobbin am 28. Juni 1275 an das Kloster Dobbertin wurde der benachbarte Besitz Devstorp mit verliehen.
Der Westteil des Sees liegt auf dem Gemeindegebiet Techentin. Am südwestlichen Uferbereich mit der Alte Dorf Stelle befand sich das 1765 wüst gewordene ehemalige Bauerndorf Zidderich mit einer Kapelle. Die heutige Halbinsel Schultzen Kamp gehörte 1779 noch dem Dorfschulzen von Zidderich. Bis zur engsten Stelle des damaligen Ziddericher Teils des Sees, der Halbinsel Kleiner Hals verlief die Fischereigrenze. Wie eine Sage berichtet, sollen hier die Einwohner Zidderichs auf der Flucht vor den Franzosen den See durchquert haben, die Franzosen dagegen ertranken. Östlich der Halbinsel Kleiner Hals am alten Mildenitzgraben befindet sich der schon 1296 erwähnte Burgwall der slawischen Befestigung Burg Richenhagen. Sie gehörte, wie die Dörfer Zidderich und Below, dem Kloster Neuenkamp. Die dortigen Wiesen haben die Flurnamen Vorderer Rickenhagen und hinterer Rickenhagen.
Das östliche Südufer des Sees grenzt an das Gebiet der Stadt Goldberg. Die vorwiegend mit Buchenwald bestehende Halbinsel Buchholz kaufte 1855 das Klosteramt Dobbertin von der verschuldeten Stadt Goldberg als Ausflugsziel für die Klosterdamen. Das für den Holzvogt gebaute Wohnhaus wurde auch als Aufenthaltsraum genutzt.

## Geschichte

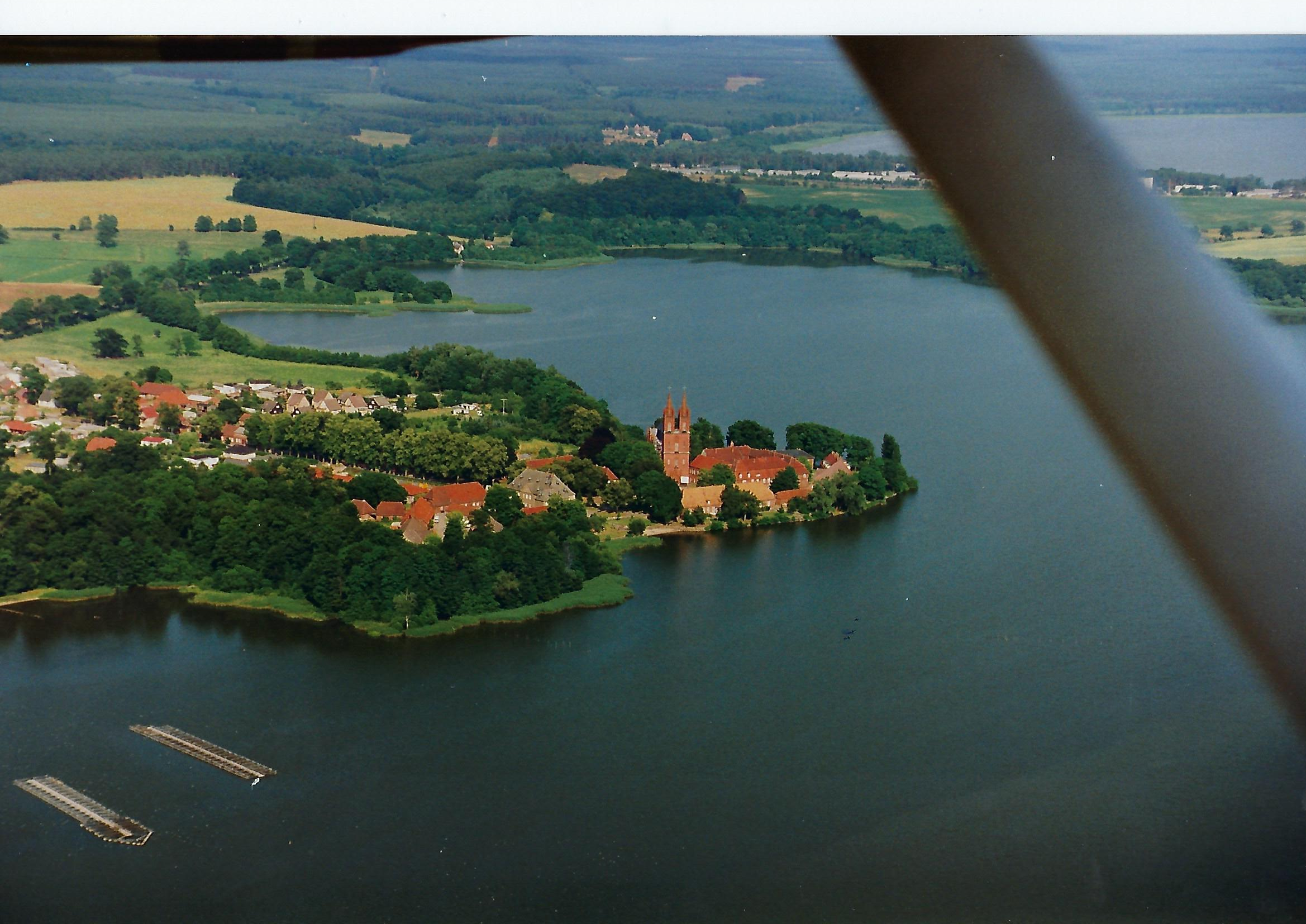
Dobbertiner See mit Klosteranlage (1994)

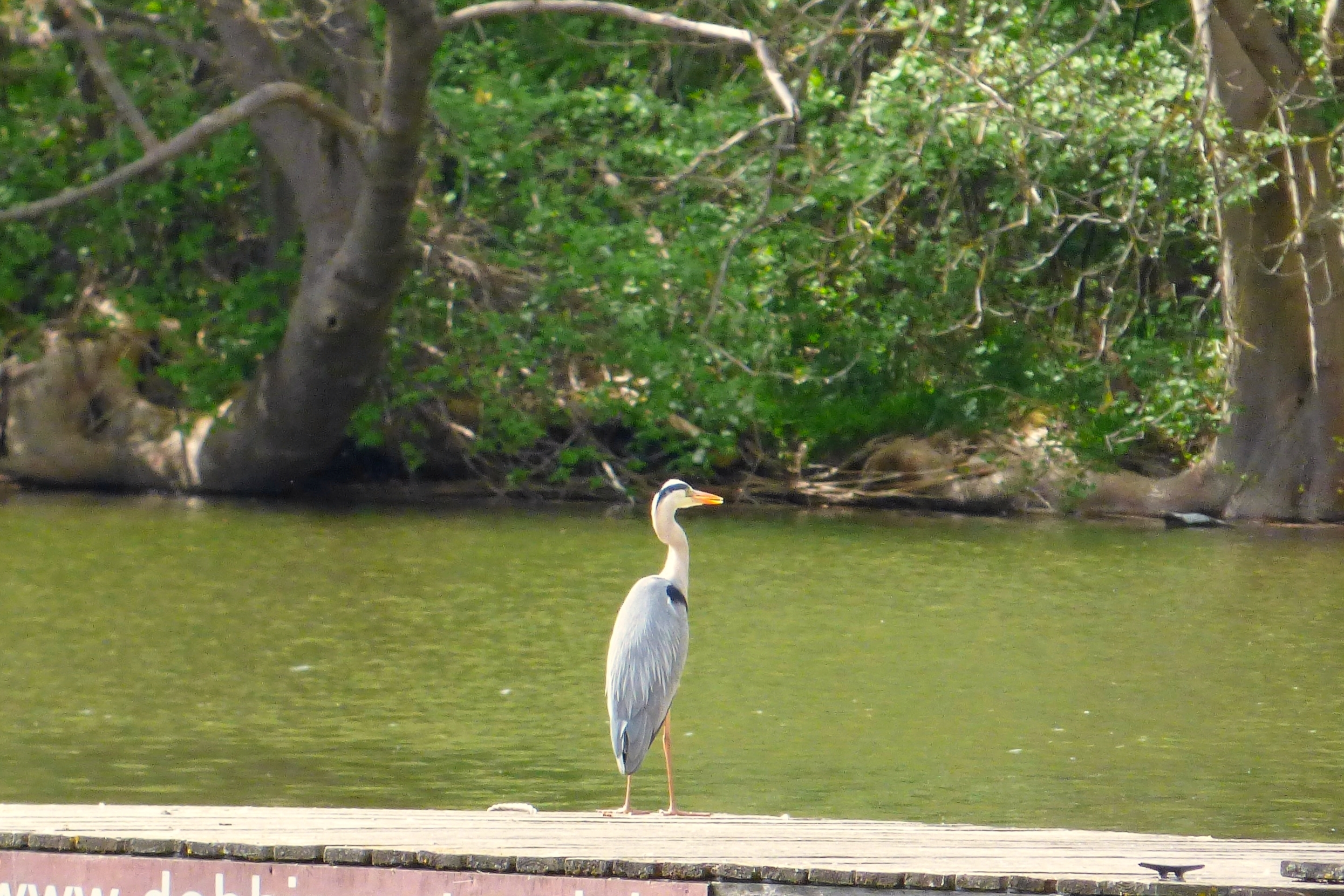
Graureiher auf dem Dobbertiner See in Helmsrade

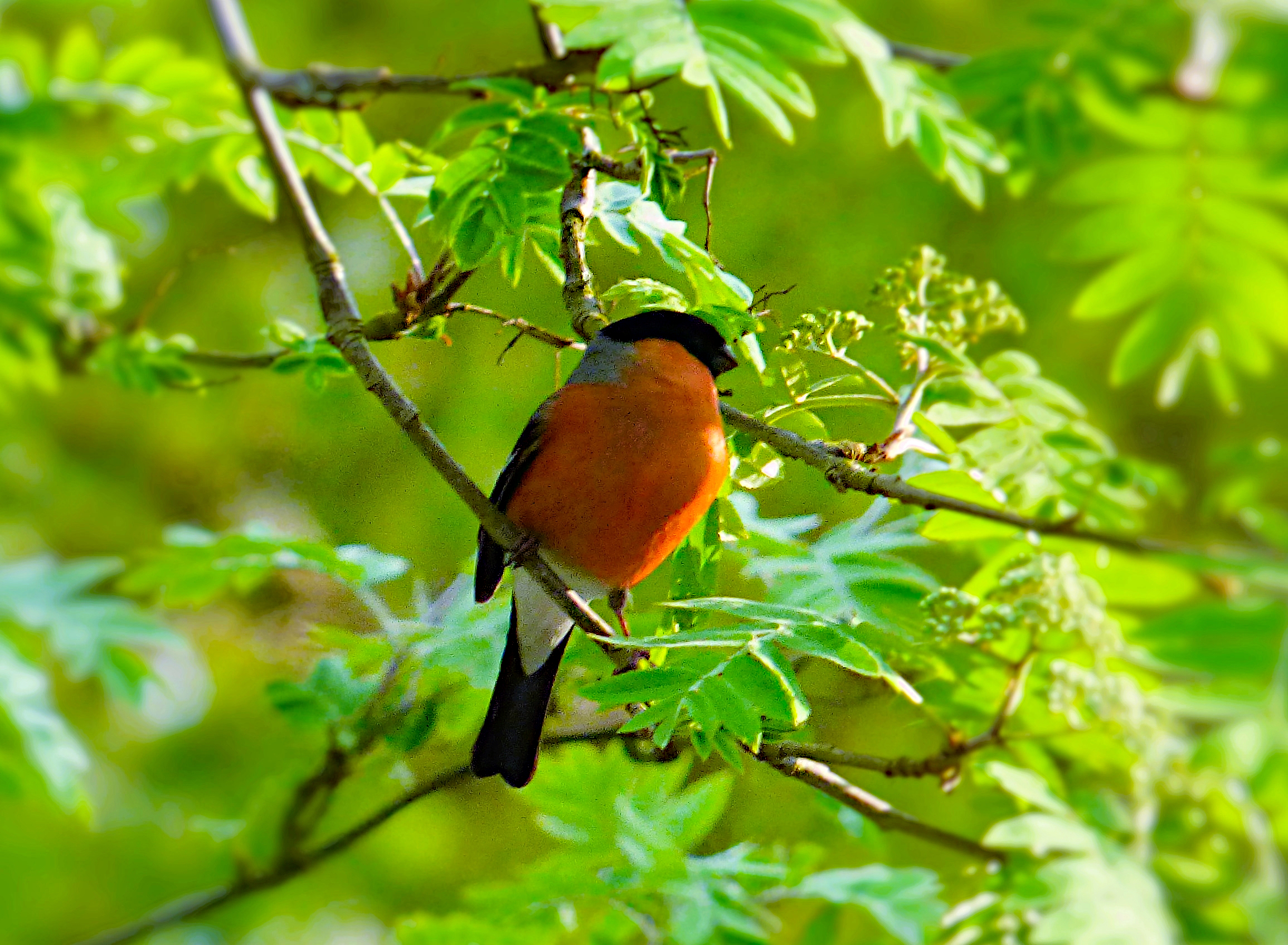
Dompfaff im Uferbereich des Dobbertiner Sees

Der Dobbertiner See wurde schon bei der Erweiterung des Dobbertiner Klosterbesitzes 1237 urkundlich als Jawir See erwähnt. Nikolaus, Herr zu Werle und Rostock bestätigte die Grenzen des Klostergebietes, darunter ...den Bach Milnitz (Mildenitz) vom Jawir See (Dobbertiner See) bis zum See Wostrowitz (den abgelassenen Klädener und Dobbiner See) und weiter bis zum Bach Bresenitze (Bresenitz).... 1286 verkaufte Nikolaus von Werle dem Kloster die noch nicht gehörige Seite vom Jawir See. Dabei wurden die streng festgelegten Fischereirechte durch in den See eingeschlagene Pfähle gekennzeichnet. Schon 1330 gab es zwischen dem Dobbertiner Nonnenkloster und der Stadt Goldberg mit der Dobbertiner Patronatskirche Streit um die Nutzung und Grenzen des Jawir Sees und über Hölzungen, die Johann III. als Herr von Werle schlichten konnte. 1591 klagte Balthasar von Passow zu Zidderich gegen den Klosterhauptmann Joachim von Bassewitz wegen Störung der Fischerei auf dem Jager See. Der See wurde schon 1589 verpachtet.
1774 verpachtete das Klosteramt neben dem Dobbertiner See auch den Dobbiner See, die heutige Dobbiner Plage. Sogar in den „Mecklenburgischen Nachrichten, Fragen und Anzeigen“ vom 16. April 1774 wurde von der Verpachtung des Dobbertiner und Dobbiner Sees ausführlich berichtet.
In der Wiebekingschen Karte von 1786 sind im Jager See, hier schon als Dobbertinscher See genannt, die Grenzen zum Goldberg gehörenden und im westlichen Teil zu Zidderich gehörenden Teil des Sees für die vereinbarten Fischereirechte und die Schilfrohrgewinnung eingezeichnet. Seit 1854 versuchte die Verwaltungsbehörde der Domanien des Großherzoglichen Haushalts in Schwerin in jahrelangen Verhandlungen mit dem Klosteramt in Dobbertin mit der Senkung des Fachbaumes an der Dobbertiner Mühle eine Senkung des Wasserspiegels des Dobbertiner Sees um drei Fuß zu erreichen. Klosterhauptmann Otto Julius Freiherr von Maltzan auf Wartenberg und Penzlin und sein Provisor Landrat Hans Dietrich von Blücher auf Suckow zeigten wenig Interesse, da es möglicherweise Nachteile für das Kloster geben könnte. Man verlangte genaue technische Voruntersuchungen zur Senkung des Sees mit den zu erwartenden Auswirkungen und natürlich zu den Kosten. Es wurde um die Wasserhöhen und den bestehenden Kontrakt von 1772 gestritten, um die Vertiefung der Mildenitz, die Vertrocknung von Dobbertiner Gärten und Ländereien. Auch um den Nachweis der am Dobbertiner See gelegenen Klostergebäude, die nach Absenkung des Wasserspiegels durch Risse Gefahr leiden könnten und die Mehrkosten für den neuen Mühlenbau.
Fast zehn Jahre später, am 9. November 1864, legte der Landbaumeister Richter ein „Erachten über die Zulässigkeit der Senkung des Dobbertiner Sees um 2 Fuß“ von über vierzig Seiten vor. Durch den Amtshauptmann C. Lechler als Bevollmächtigter der obersten Verwaltungsbehörde des Großherzoglichen Haushalts in Schwerin wurde durch diverse Anlagen noch versucht, die auftretenden Gefahren bei der Seesenkung und deren Nachteile im Kloster zu zerstreuen. Das sehr ausführliche Gutachten beginnt: Der Dobbertiner See erhält seinen Zufluss hauptsächlich durch die Mildenitz und führt dieser Fluss auch das Wasser wiederum aus dem See. Beim Austritt der Mildenitz aus dem See liegt die Wassermühle vom Kloster. Der Wasserstand in den See ist durch einen bei der Mühle belegenen Wasserpass reguliert und an dem Eckständer der Scheune des Mühlengehöftes fixiert, auch befinden sich sowohl bei dem Großherzoglichen Amte Goldberg, als auch bei dem Magistrat in Goldberg und bei dem Klosteramt in Dobbertin mit drei Siegeln versehene Stöcke, welche die genaue Höhe des Wasserpasses über dem Fachbaum der Mühle angeben.
Zu dieser Zeit waren die Ufer des Dobbertiner Sees begrenzt von den Feldmarken des Klosteramtes Dobbertin mit denen der Orte Dobbertin und Dobbin. Weiter vom Dominalamt Goldberg mit den Feldmarken des Bauerndorfes Below und der Großherzoglichen Haushaltsgüter Zidderich und Steinbeck sowie von der Feldmark der Stadt Goldberg. Auch die Fischerei und Rohrwerbung auf dem Dobbertiner See waren geregelt. Noch 1870 wurde um die Erhaltung des Wasserstandes auf dem damaligen Niveau gestritten, die Gefährdung der Klostergebäude, und mit einem Gutachten vom Klosterarzt Dr. Sponholz wurde sogar die Abhängigkeit des Gesundheitszustandes der Klosterdamen in Betracht gezogen.
Kaum bekannt war, dass das Dobbertiner Klosteramt schon zwanzig Jahre früher seine beiden nördlich des Dobbertiner Sees liegenden Seen, den Dobbiner und Klädener See, trocken legte, um es als Weideland zu nutzen. Die als Dobbiner und Klädener Plage bekannten Flächen werden auch heute noch als Weideland genutzt. Die letzte Absenkung des Dobbertiner Sees um einen halben Meter erfolgte 1926. Der Dobbertiner See wurde 1920 an Fischer Fritz Meyer verpachtet.

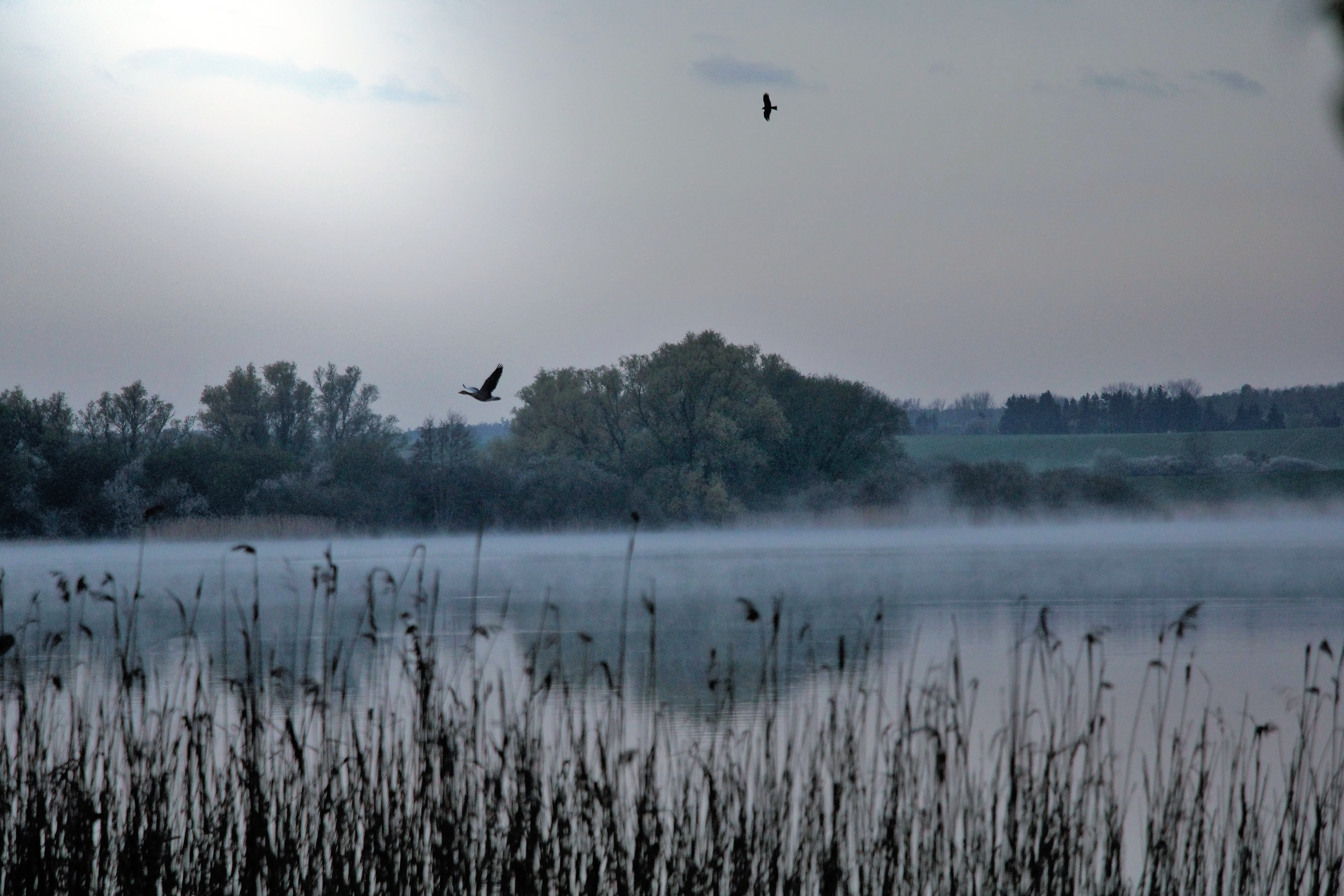
Graugans und Schwarzmilan im Morgengrauen am Dobbertiner See

## Sagen
Über Jahrhunderte haben sich auch zum Jager See, dem heutigen Dobbertiner See, Sagen erhalten.
- Unterirdische Gänge im Kloster.
- Der Scheidegänger am Dobbertiner See.
- Die Überquerung des Ziddericher Sees.
- Reiter stürzen sich ins Wasser.

## Karten
- Bertram Christian von Hoinckhusen: Mecklenburg Atlas mit Beschreibung der Aemter um 1700. Blatt 61 Beschreibung des Kloster-Amtes Dobbertin.
- Direktorial-Vermessungskarte Von dem Hochadelichen Dobbertinschen Klosteramts 1759.
- Brouillion von dem Dorffelde Dobbertin zum Hochadelichen Kloster Dobberttin auf Verordnung Gemeinschaft Directorial Commission vermessen aus 1771 durch F. von See, rectifiert und gezeichnet im Jahre 1824 von Heinrich Christoph Stüdemann, M 1 : 4 820 Ruthen.
- Topographisch-oeconomisch und militaerische Karte des Herzogthums Mecklenburg-Schwerin und des Fürstenthums Ratzeburg. 1788 vom Grafen Schmettau.
- Wiebekingsche Karte von Mecklenburg, 1786, Blatt 23 aus Historischer Atlas von Mecklenburg.
- Ritterschaftliche Brandversicherungsgesellschaft, Pläne mit Verzeichnis der Gebäude 1782–1932, Nr. 557–566, Dobbertin.
- Plan von dem Kloster Dobbertin und Umgebung im Auftrag der Herren Klostervorsteher aufgenommen im Jahr 1841 von Heinrich Christoph Stüdemann.
- Wirtschaftskarte vom Forstamt Dobbertin, Kartenblatt 1, Forst Dobbertin, Revier Dobbertin, Amt Parchim und Güstrow, Beginnjahr 1927. M 1 : 12 000.
- Preußische Landes-Aufnahme 1880/1882, Großherzogthum Mecklenburg-Schwerin, Nachträge 1919.
- Dobbertin. Topographische Karte, Schwerin 1983, Nr. 2338, Landesvermessungsamt Mecklenburg-Vorpommern.
- Rad- und Wanderkarte Naturpark Nossentiner/Schwinzer Heide, 2010.

### Historische Quellen
- Mecklenburgisches Urkundenbuch (MUB)

### Ungedruckte Quellen
Landeshauptarchiv Schwerin (LHAS)
- LHAS 2.12-3/2 Klöster und Ritterorden. Landeskloster Dobbertin.
- LHAS 3.2-3/1 Landeskloster/Klosteramt Dobbertin. Nr. 3.11 Verpachtung und Bewirtschaftung der Seen. Nr. 3181 Verpachtung der Wasser- und Windmühle zu Dobbertin 1843–1891. Nr. 3287 Verpachtung der Dobbertiner und Dobbiner Seen 1774. Nr. 401 Senkung des Wasserspiegels des Dobbertiner Sees (Jawir See) 1854–1928. Nr. 402 Das Wasserziel am Dobbertiner See 1865–1921.
- LHAS 5.11-2 Landtagsversammlungen, Landtagsverhandlungen, Landtagsprotokolle, Landtagsausschuß.